# Гоцатль Малый
Гоцатль Малый — село в Хунзахском районе республики Дагестан. Входит в состав сельского поселения Гоцатлинский сельсовет.

## География
Расположено на левом берегу реки Аварское Койсу, в 15 км к юго-востоку от районного центра села Хунзах и в 2 км к югу от центра сельского поселения села Гоцатль Большой.
Уличная сеть состоит из двух географических объектов: ул. Верхняя и ул. Нижняя.

## Население
| 1926 | 1939 | 1970 | 1989 | 2002 | 2010 | 2021 |
| ---- | ---- | ---- | ---- | ---- | ---- | ---- |
| 224  | ↗279 | ↗346 | ↗388 | ↗514 | ↗581 | ↗697 |

По данным Всероссийской переписи населения 2010 года — моноэтничное аварское село.